# Hjemløs (dokumentarfilm)
Hjemløs er en dansk dokumentarfilm fra 2010 instrueret af Ditte Haarløv Johnsen efter eget manuskript.

## Handling
Filmen tegner et portræt af tre menneskeskæbner, hvis strejferliv er umenneskeligt, men langt fra uforståeligt. Seerne møder Kenny Emil, Nuka og Norto, alle født og opvokset på Grønland, og alle endt med et liv på de københavnske gader. De tre er dagligt oppe at slås, både med hinanden og med et socialsystem, der ofte er mere fremmedgørende end støttende. Ditte Haarløv Johnsen har ladet socialrådgivere og sagsbehandlere være perifere bipersoner og givet den fulde stemme til Kenny Emil, Nuka og Norto. Under filmens tilblivelse flyttede hun selv ind blandt de hjemløse.